# Поєнарі (Гіорою, Вилча)
Поєнарі (рум. Poienari) — село у повіті Вилча в Румунії. Входить до складу комуни Гіорою.
Село розташоване на відстані 183 км на захід від Бухареста, 61 км на південний захід від Римніку-Вилчі, 43 км на північ від Крайови.

## Населення
За даними перепису населення 2002 року у селі проживали 347 осіб, з них 345 осіб (99,4%) румунів. Рідною мовою 345 осіб (99,4%) назвали румунську.